# Entephria multicavata
Entephria multicavata är en fjärilsart som beskrevs av Aubert 1959. Entephria multicavata ingår i släktet Entephria och familjen mätare. Inga underarter finns listade i Catalogue of Life.